# 章晟曼
章晟曼，世界银行常务副行长,负责银行6大地区及主题网络的经营运作。他同时也监管金融政策、国家战略和质量监督组。另外，他还负责信息解决小组、人文资源、世界银行学院、外部事务、信息沟通、联合国事务、社团秘书、发展秘书委员会和公共服务部门。
章晟曼主管银行行政委员会、业务委员会、制裁委员会、反欺诈和贪污委员会。他还是微机管理委员会的主席。
在担任常务副行长之前，章晟曼在1995年-1997年担任过世界银行秘书；1994-1995期间担任世界银行中国执行董事。